# Petrophila auspicatalis
Petrophila auspicatalis là một loài bướm đêm trong họ Crambidae.